# Девоншир, Алан
Алан Девоншир (англ. Alan Devonshire; род. 13 апреля 1956, Парк-Роял) — английский футболист, играющий на позиции полузащитника, тренер футбольного клуба «Мейденхед Юнайтед».

## Карьера

### «Вест Хэм Юнайтед»
Алан родился в Роял-Парке, ныне район Миддлсекса. Девоншир был футболистом-школьником, но в 14 лет был отвергнут «Кристал Пэлас» за то, что слишком мал. Он вернулся на «Селхерст Парк» два года спустя и сыграл пару игр за юношеские команды, но снова был отвергнут клубом, на этот раз бывшим игроком «Вест Хэма» и менеджера «Пэлас» Малькольм Эллисон. Девоншир начал играть за клуб вне лиг, «Саутолл», и таким образом привлек внимание клубов лиги, таких как «Рединг», «Саутгемптон» и «Брентфорд». Днем он работал водителем грузовика-погрузчика на заводе Гувера в Перивале, Миддлсекс.